# وادی معاول
 شهرستان وادی معاول  (به عربی:  ولایة وادی المعاول ) یکی از شهرستانهای استان باطنه جنوبی در منطقهٔ باطنه در کشور پادشاهی عمان است.

## جمعیت
بر اساس سرشماری سال ۲۰۱۰ میلادی جمعیت شهرستان ۱۱٫۲۵۹ نفر بوده است.